# Mairi Chisholm
Mairi Lambert Gooden-Chisholm av Chisholm, född 26 februari 1896 i Nairn, död 22 augusti 1981, var en skotsk sjuksköterska och ambulansförare som deltog i första världskriget. Tillsammans med Elsie Knocker belönades hon för att ha räddat tusentals soldaters liv på västfronten i Belgien. De två kvinnorna omnämndes som The Madonnas of Pervyse av pressen och var bland de mest fotograferade kvinnorna under kriget. Omnämnandet i pressen som The Madonnas of Pervyse kommer av att de under första världskriget var verksamma i Pervyse som låg nära fronten.
Chisholm var dotter till kapten Roderick Gooden-Chisholm och Margaret Fraser.

## Priser och utmärkelser
| Brittiska Johanniterorden |
| British War Medal         |
| Leopold II:s orden        |